# Comté de Katanning
Le Comté de Katanning est une zone d'administration locale au sud de l'Australie-Occidentale en Australie. Le comté est situé à 170 km  au nord d'Albany et à 290 kilomètres au sud-est de Perth, la capitale de l'État. 
Le centre administratif du comté est la ville de Katanning.
Le comté est divisé en un certain nombre de localités:
- Katanning
- Badgebup
- Moojebing
- Murdong

Le comté a 9 conseillers locaux et n'est plus divisé en circonscriptions.